# Kutasaga
Kutasaga is een bestuurslaag in het regentschap Pakpak Bharat van de provincie Noord-Sumatra, Indonesië. Kutasaga telt 540 inwoners (volkstelling 2010).